# 14. Kanadisches Kabinett

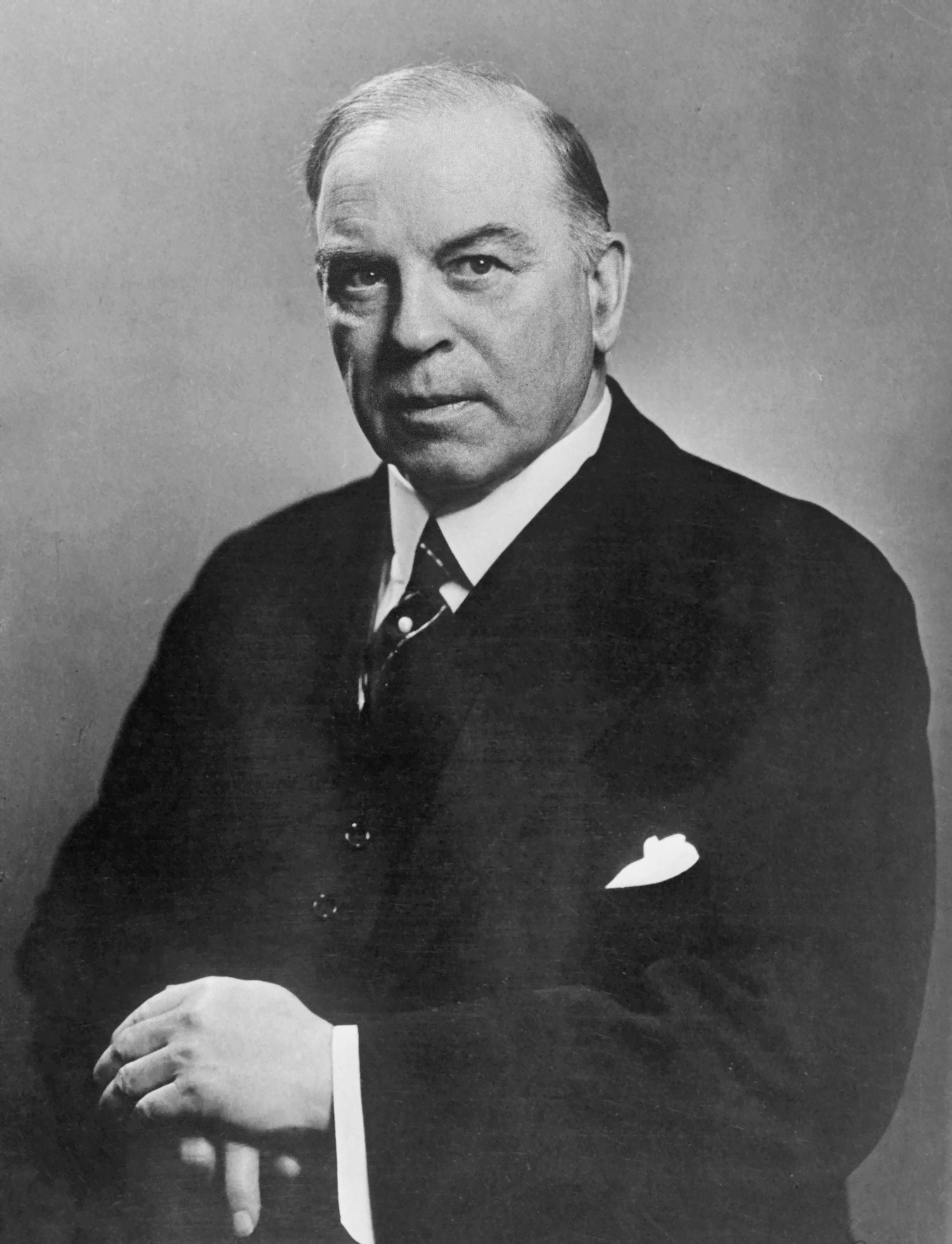
Premierminister William Lyon Mackenzie King 1942

Das 14. Kanadische Kabinett (engl. 14th Canadian Ministry, franz. 14e conseil des ministres du Canada) regierte Kanada vom 25. September 1926 bis zum 7. August 1930. Dieses von Premierminister William Lyon Mackenzie King angeführte Kabinett bestand aus Mitgliedern der Liberalen Partei. King führte auch das 12. und das 16. Kabinett an.

## Minister
| Amt                                                  | Name                                                                         | Zeitraum |
| ---------------------------------------------------- | ---------------------------------------------------------------------------- | --- |
| Premierminister                                      | William Lyon Mackenzie King                                                  | 25. September 1926 – 7. August 1930                                                                             |
| Außenminister                                        | William Lyon Mackenzie King                                                  | 25. September 1926 – 7. August 1930                                                                             |
| Innenminister                                        | Charles Stewart                                                              | 25. September 1926 – 7. August 1930                                                                             |
| Justizminister und Attorney General                  | Ernest Lapointe                                                              | 25. September 1926 – 7. August 1930                                                                             |
| Verteidigungsminister                                | vakant James Alexander Robb (geschäftsführend) James Ralston                 | 29. Juni 1926 – 30. September 1926 1. Oktober 1926 – 7. Oktober 1926 8. Oktober 1926 – 7. August 1930           |
| Finanzminister und Schatzmeister                     | James Alexander Robb vakant Charles Avery Dunning                            | 25. September 1926 – 11. November 1929 12. November 1929 – 25. November 1929 26. November 1929 – 7. August 1930 |
| Minister für Zölle und Verbrauchssteuern             | William Daum Euler                                                           | 25. September 1926 – 30. März 1927                                                                              |
| Minister für nationale Einkünfte                     | William Daum Euler                                                           | 31. März 1927 – 7. August 1930                                                                                  |
| Seefahrtminister                                     | Arthur Cardin                                                                | 14. Juni 1930 – 7. August 1930                                                                                  |
| Minister für Eisenbahnen und Kanäle                  | Charles Avery Dunning Charles Avery Dunning (geschäftsführend) Thomas Crerar | 25. September 1926 – 25. November 1929 26. November 1929 – 29. Dezember 1929 30. Dezember 1929 – 7. August 1930 |
| Arbeitsminister                                      | Peter Heenan                                                                 | 25. September 1926 – 7. August 1930                                                                             |
| Minister für Pensionen und nationale Gesundheit      | James Horace King James Ralston                                              | 11. Juni 1930 – 18. Juni 1930 19. Juni 1930 – 7. August 1930                                                    |
| Landwirtschaftsminister                              | William Richard Motherwell                                                   | 25. September 1926 – 7. August 1930                                                                             |
| Seefahrt- und Fischereiminister                      | Arthur Cardin                                                                | 25. September 1926 – 13. Juni 1930                                                                              |
| Fischereiminister                                    | vakant Cyrus Macmillan                                                       | 14. Juni 1930 – 16. Juni 1930 17. Juni 1930 – 7. August 1930                                                    |
| Handels- und Gewerbeminister                         | James Malcolm                                                                | 25. September 1926 – 7. August 1930                                                                             |
| Bergbauminister                                      | Charles Stewart                                                              | 25. September 1926 – 7. August 1930                                                                             |
| Postminister                                         | Peter Veniot                                                                 | 25. September 1926 – 7. August 1930                                                                             |
| Minister für staatliche Bauvorhaben                  | John Campbell Elliott                                                        | 25. September 1926 – 7. August 1930                                                                             |
| Einwanderungs- und Kolonisierungsminister            | Robert Forke Charles Stewart (geschäftsführend) Ian Alistair Mackenzie       | 25. September 1926 – 29. Dezember 1929 30. Dezember 1929 – 26. Juni 1930 27. Juni 1930 – 7. August 1930         |
| Minister für zivile Wiedereingliederung von Soldaten | James Horace King                                                            | 25. September 1926 – 10. Juni 1928                                                                              |
| Staatssekretär für Kanada und Regierungskanzlist     | Fernand Rinfret                                                              | 25. September 1926 – 7. August 1930                                                                             |
| General-Superintendent für Indianerangelegenheiten   | Charles Stewart Charles Stewart (geschäftsführend) Ian Alistair Mackenzie    | 25. September 1926 – 18. Juni 1930 19. Juni 1930 – 26. Juni 1930 27. Juni 1930 – 7. August 1930                 |
| Präsident des Kronrates                              | William Lyon Mackenzie King                                                  | 25. September 1926 – 7. August 1930                                                                             |
| Solicitor General                                    | Lucien Cannon                                                                | 25. September 1926 – 7. August 1930                                                                             |
| Minister ohne Geschäftsbereich                       | Raoul Dandurand William Frederic Kay                                         | 25. September 1926 – 7. August 1930 17. Juni 1930 – 7. August 1930                                              |